# 52. mednarodni evharistični shod
52. Mednarodni evharistični shod je 52. shod, kongres ali zborovanje Mednarodnega evharističnega shoda (IEC), ki je potekal septembra 2021 v Budimpešti na Madžarskem.
Teden dni trajajoče slovesnosti vse od 1881 – (Najprej so se shodi vrstili vsako leto, največ v Franciji. V novejšem času vsaka si sledijo na različnih krajih sveta na vsaka štiri leta) proslavljajo resnično Kristusovo navzočnost v Rešnjem telesu v smislu učenja Katoliške Cerkve.

### Zgodovina
To je drugič v zgodovini, da Madžarska gosti Mednarodni evharistični shod; prvi je potekal v Budimpešti leta 1938. Madžarski primas, ostrogonsko-budimpeštanski nadškof in kardinal Péter Erdő, vidi v tem dogajanju velik pomen za Katoliško Cerkev na Madžarskem, kakor tudi za širjenje evharističnega češčenja po Evropi in celem svetu.

### Priprave
Budimpešto je določil za gostitelja shoda papež Frančišek januarja 2016, ob koncu 51. mednarodnega evharističnega shoda v Cebuju na Filipinih.
Uradni začetek priprav je označil štiridnevni obisk nadškofa Piera Marinija, predsednika Papeškega sveta za mednarodne evharistične shode. To je bil začetek štiriletnega pripravljalnega obdobja – ki se je pravzaprav zaradi zdrah okoli smrtonosne korone raztegnilo na petletko; vključuje sestavo teološkega sveta, določitev obravnavanih tem, kakor tudi ureditev verskih pripravljalnih dogodkov.
Ustanovili so Vrhovno tajništvo budimpeštanskega mednarodnega evharističnega shoda, ki mu je primas Erdő postavil na čelo za tajnika Kornela Fábryja, duhovnika iz škofije Kaposvár). Tajništvo je začelo svoje delo v primasovi palači v Budimpešti, na Budimskem gradu; kmalu pa so dobili lastne prostore v Vörösmartyjevi ulici. Delo podpira osem podsvetov, ki so pristojni za področje bogoslovja, bogoslužja, umetnosti, denarništva, občil in organizacije tekočih dogodkov. Bogoslovni svet je določil teme shoda, in priporočil geslo, ki ga je marca 2017 potrdil papež.

#### Triletna priprava
Dušnopastirski odbor je obdelal triletno pripravo na shod. Posamezno pripravljalno leto je trajalo od enih do drugih Binkošti.
1. Geslo prvega leta: ”Rešnje Telo izvir osebnega krščanskega življenja” („Az Eucharisztia mint az egyéni keresztény élet forrása”),. To leto naj bi pomagalo doživeti oseben odnos z Rešnjim telesom.
2. Geslo drugega leta:  „Rešnje Telo izvir Cerkve” („Az Eucharisztia, az Egyház forrása”). To geslo odpira posameznika k občestvu; zdrava krščanska skupnost ima za središče Kristusa.
3. Geslo tretjega leta: ”Rešnje Telo izvir za vesoljni svet.” („Az Eucharisztia forrás a világ számára”). To geslo pomeni poslanstvo, ki naj bi poneslo evharistično češčenje med vse ljudi in narode.

#### Vpliv vseokužbe skoronona dogajanje
Kot omenjeno, je zaradi nevšečnosti okoli vseokužbe s korono bilo treba uvesti nujne ukrepe kot preprečevalne načino za razkuževanje, oddaljenost, pa tudi krinke za romanje na kongres.
Glede na grožnjo z vseokužbo s covidom-19 je bilo potrebno celo premakniti datum osrednjega dogajanja s septembra 2020 na september 2021; pa tudi ob tej premestitvi je zopet žugal nov val potuhnjene bolezni, kar pa ni imelo hujših posledic.

## Potek kongresa

### Začetne slovesnosti
Začetni obred odpiranja 52. Mednarodnega evharističnega shoda je imel čast voditi kardinal Angelo Bagnasco in sicer na istem mestu, kjer je potekal kongres leta 1938: na Trgu junakov. Slovesnosti so se začele ob 4h popoldne v nedeljo, ko Cerkev obhaja god Matere Terezije, ki je bila skupaj s poznejšim papežem Janezom Pavlom II. tudi sama navzoča na 41. mednarodnem evharističnem shodu 1976 v Philadelphiji. Predsednik Gerald Ford je tedaj izrazil zahvalo Katoliški Cerkvi za njeno miroljubno prizadevanje..
Pri bogoslužju  se na to nedeljo bere evangelij o tem, kako je Jezus ozdravil gluhonemega »pogana«; evangelist Marko zaključuje poročilo z besedami: »Vse je prav storil: gluhim daje, da slišijo, nemim, da govorijo,« (Mr 7,37) kar je naobrnil govornik tudi na kongresno dogajanje.
Maši so prisostvovali dijaki katoliških šol. Mnoge je ganilo prvo obhajilo, ki ga je prejelo čez 1200 otrok.